# آرامگاه سید حسین زاهدون
بقعه سید حسین زاهدون مربوط به اواخر دوره قاجار است و در شهرستان رامهرمز، روستای دهیور واقع شده و این اثر در تاریخ ۲۵ اسفند ۱۳۷۹ با شمارهٔ ثبت ۳۴۹۳ به‌عنوان یکی از آثار ملی ایران به ثبت رسیده است.